# Nuoto ai campionati mondiali di nuoto 2019 - Staffetta 4x100 metri stile libero mista
La gara di nuoto della staffetta 4x100 metri stile libero mista dei campionati mondiali di nuoto 2019 è stata disputata il 27 luglio presso il Nambu International Aquatics Centre di Gwangju. Vi hanno preso parte 36 squadre nazionali.

## Podio
| Posizione | Nazione     | Atlete |
| --------- | ----------- | --- |
| Oro       | Stati Uniti | Caeleb Dressel Zachary Apple Mallory Comerford Simone Manuel Blake Pieroni* Nathan Adrian* Katie McLaughlin* Abbey Weitzeil* |
| Argento   | Australia   | Kyle Chalmers Clyde Lewis Emma McKeon Bronte Campbell Cameron McEvoy* Alexander Graham* Brianna Throssell* Madison Wilson*   |
| Bronzo    | Francia     | Clément Mignon Mehdy Metella Charlotte Bonnet Marie Wattel Maxime Grousset* Béryl Gastaldello*                               |

* Atleti che hanno nuotato solamente nelle batterie.

## Programma
| Data           | Ora (UTC+9) | Turno    |
| -------------- | ----------- | -------- |
| 27 luglio 2019 | 10:53       | Batterie |
| 27 luglio 2019 | 21:47       | Finale   |

## Record
Prima della manifestazione il record del mondo e il record dei campionati erano i seguenti.
| Record mondiale       | 3'19"60 | Stati Uniti Caeleb Dressel (47"22) Nathan Adrian (47"49) Mallory Comerford (52"71) Simone Manuel (52"18) | 29 luglio 2017 Budapest, Ungheria |
| Record dei campionati | 3'19"60 | Stati Uniti Caeleb Dressel (47"22) Nathan Adrian (47"49) Mallory Comerford (52"71) Simone Manuel (52"18) | 29 luglio 2017 Budapest, Ungheria |

## Risultati

### Batterie[2]
| Pos. | Batteria | Corsia | Nazione            | Atleti | Tempo   | Note             |
| ---- | -------- | ------ | ------------------ | --- | ------- | ---------------- |
| 1    | 3        | 0      | Stati Uniti        | Blake Pieroni (48"15) Nathan Adrian (47"67) Katie McLaughlin (53"96) Abbey Weitzeil (52"92)                             | 3'22"70 | Q                |
| 2    | 4        | 2      | Australia          | Cameron McEvoy (48"69) Alexander Graham (48"40) Brianna Throssell (53"46) Madison Wilson (53"22)                        | 3'23"77 | Q                |
| 3    | 3        | 1      | Canada             | Markus Thormeyer (48"98) Yuri Kisil (48"25) Kayla Sanchez (53"10) Margaret MacNeil (53"76)                              | 3'24"09 | Q                |
| 4    | 4        | 4      | Francia            | Clément Mignon (48"33) Maxime Grousset (48"61) Charlotte Bonnet (53"39) Béryl Gastaldello (53"94)                       | 3'24"27 | Q                |
| 5    | 3        | 5      | Italia             | Manuel Frigo (48"75) Alessandro Miressi (48"39) Ilaria Bianchi (54"80) Federica Pellegrini (53"12)                      | 3'25"06 | Q                |
| 6    | 4        | 5      | Russia             | Michail Vekoviščev (48"68) Ivan Girev (48"72) Daria Ustinova (53"87) Veronika Andrusenko (54"11)                        | 3'25"38 | Q                |
| 7    | 3        | 2      | Giappone           | Katsuhiro Matsumoto (48"78) Katsumi Nakamura (48"21) Tomomi Aoki (54"52) Aya Sato (53"90)                               | 3'25"41 | Q                |
| 8    | 3        | 4      | Paesi Bassi        | Kyle Stolk (49"17) Jesse Puts (48"56) Kira Toussaint (54"99) Maud van der Meer (54"57)                                  | 3'27"29 | Q                |
| 9    | 4        | 3      | Germania           | Josha Salchow (49"50) Christoph Fildebrandt (48"60) Isabel Marie Gose (55"16) Julia Mrozinski (54"11)                   | 3'27"37 |                  |
| 10   | 3        | 3      | Polonia            | Jakub Kraska (49"24) Jan Hołub (49"37) Katarzyna Wilk (53"93) Aleksandra Polańska (55"09)                               | 3'27"63 | Record nazionale |
| 11   | 2        | 1      | Svizzera           | Roman Mityukov (50"00) Antonio Djakovic (49"12) Maria Ugolkova (54"14) Noémi Girardet (55"88)                           | 3'29"14 | Record nazionale |
| 12   | 4        | 8      | Singapore          | Darren Chua Yi Shou (49"97) Jonathan Tan Eu Jin (49"65) Cherlyn Yeoh (55"13) Quah Jing Wen (55"51)                      | 3'30"26 |                  |
| 13   | 4        | 0      | Corea del Sud      | Yang Jae-hoon (49"60) Lee Kun-a (55"83) Jeong So-eun (55"32) Park Seon-kwan (50"45)                                     | 3'31"20 | Record nazionale |
| 14   | 4        | 7      | Turchia            | Yalım Acımış (50"60) Hüseyin Emre Sakçı (48"92) Selen Özbilen (56"05) Viktoriya Zeynep Güneş (55"81)                    | 3'31"38 |                  |
| 15   | 3        | 6      | Cina               | Yu Hexin (50"53) Cao Jiwen (48"82) Wang Jingzhuo (55"26) Wu Qingfeng (57"11)                                            | 3'31"72 |                  |
| 16   | 3        | 8      | Hong Kong          | Nicholas Lim (51"99) Ian Ho Yentou (49"53) Tam Hoi Lam (56"24) Camille Cheng (54"79)                                    | 3'32"55 | Record nazionale |
| 17   | 3        | 7      | Sudafrica          | Christopher Reid (50"81) Ryan Coetzee (50"64) Emma Chelius (55"14) Tayla Lovemore (56"30)                               | 3'32"89 |                  |
| 18   | 1        | 6      | Lussemburgo        | Julien Henx (51"30) Raphaël Stacchiotti (49"82) Julie Meynen (55"22) Monique Olivier (57"21)                            | 3'33"55 | Record nazionale |
| 19   | 1        | 8      | Filippine          | Luke Gebbie (50"01) Nicole Oliva (56"64) James Deiparine (54"35) Remedy Rule (56"14)                                    | 3'37"14 | Record nazionale |
| 20   | 4        | 1      | Lettonia           | Ģirts Feldbergs (51"91) Daniils Bobrovs (52"45) Kristina Steina (56"52) Ieva Maļuka (56"78)                             | 3'37"66 | Record nazionale |
| 21   | 2        | 8      | Taipei cinese      | Wang Yu-lian (50"71) An Ting-yao (50"72) Huang Mei-chien (57"58) Lin Pei-wun (1'02"09)                                  | 3'41"10 |                  |
| 22   | 1        | 5      | Armenia            | Artur Barseghyan (51"32) Vahan Mkhitaryan (52"66) Ani Poghosyan (59"04) Varsenik Manucharyan (1'01"05)                  | 3'44"07 |                  |
| 23   | 3        | 9      | Senegal            | Steven Aimable (51"72) Abdoul Niane (51"55) Sophia Diagne (1'01"38) Jeanne Boutbien (59"56)                             | 3:44"21 |                  |
| 24   | 2        | 9      | Isole Cayman       | Brett Fraser (50"18) Jordan Crooks (51"90) Raya Embury-Brown (1'02"72) Lauren Hew (59"74)                               | 3:44"54 |                  |
| 25   | 4        | 9      | Kenya              | Issa Mohamed (53"44) Maria Brunlehner (58"88) Emily Muteti (1'00"64) Danilo Rosafio (53"69)                             | 3'46"65 |                  |
| 26   | 1        | 4      | Seychelles         | Felicity Passon (57"06) Simon Bachmann (54"17) Aaliyah Palestrini (1'01"75) Samuele Rossi (55"00)                       | 3'47"98 |                  |
| 27   | 1        | 7      | Giordania          | Khader Baqlah (49"09) Amro Al-Wir (55"31) Leedia Alsafadi (1'03"54) Talita Baqlah (1'00"41)                             | 3'48"35 |                  |
| 28   | 1        | 2      | Mongolia           | Delgerkhuu Myagmar (53"68) Zandanbal Gunsennorov (55"10) Enkhzul Khuyagbaatar (1'03"61) Enkhkhuslen Batbayar (58"60)    | 3'50"99 |                  |
| 29   | 2        | 4      | Angola             | Catarina Sousa (59"11) Daniel Francisco (53"78) Lia Ana Lima (1'03"51) Salvador Gordo (54"69)                           | 3'51.09 |                  |
| 30   | 2        | 3      | Papua Nuova Guinea | Samuel Seghers (52"84) Georgia-Leigh Vele (1'02"29) Judith Meauri (1'03"66) Ryan Maskelyne (54"67)                      | 3'53"46 |                  |
| 31   | 2        | 5      | Uganda             | Atuhaire Ambala (54"99) Ssubi Katumba (1'04"19) Tendo Mukalazi (56"55) Avice Meya (1'04"36)                             | 4'00"09 |                  |
| 32   | 2        | 2      | Madagascar         | Tiana Rabarijaona (1'00"85) Heriniavo Rasolonjatovo (55"56) Jonathan Raharvel (1'00"17) Idealy Tendrinavalona (1'05"88) | 4'02"46 |                  |
| 33   | 1        | 3      | Micronesia         | Tasi Limtiaco (54"53) Margie Winter (1'07"33) Taeyanna Adams (1'09"81) Kaleo Kihleng (56"30)                            | 4'07"97 |                  |
| 34   | 2        | 0      | Tonga              | Finau Ohuafi (56"67) Noelani Day (1'06"50) Charissa Panuve (1'08"37) Amini Fonua (56"65)                                | 4'08"19 |                  |
| 35   | 2        | 7      | Maldive            | Ali Imaan (1'01"84) Aishath Sausan (1'11"87) Sajina Aishath (1'13"12) Mubal Azzam Ibrahim (59"08)                       | 4'25"91 |                  |
|      | 4        | 6      | Israele            | Tomer Frankel (50"11) Meiron Cheruti Anastasia Gorbenko Andrea Murez                                                    | dq      |                  |

### Finale[3]
| Posizione | Corsia | Nazione     | Atleti                                                                                             | Tempo   | Note             |
| --------- | ------ | ----------- | -------------------------------------------------------------------------------------------------- | ------- | ---------------- |
|           | 4      | Stati Uniti | Caeleb Dressel (47"34) Zachary Apple (47"34) Mallory Comerford (52"72) Simone Manuel (52"00)       | 3'19"40 | Record mondiale  |
|           | 5      | Australia   | Kyle Chalmers (47"37) Clyde Lewis (48"18) Emma McKeon (52"06) Bronte Campbell (52"36)              | 3'19"97 | Record oceaniano |
|           | 6      | Francia     | Clément Mignon (48"44) Mehdy Metella (47"78) Charlotte Bonnet (52"87) Marie Wattel (53"02)         | 3'22"11 |                  |
| 4         | 3      | Canada      | Markus Thormeyer (48"84) Yuri Kisil (48"58) Taylor Ruck (53"12) Penny Oleksiak (52"00)             | 3'22"54 | Record nazionale |
| 5         | 7      | Russia      | Vladislav Grinëv (48"42) Vladimir Morozov (47"31) Marija Kameneva (52"95) Daria Ustinova (54"04)   | 3'22"72 | Record nazionale |
| 6         | 8      | Paesi Bassi | Kyle Stolk (48"97) Jesse Puts (47"84) Femke Heemskerk (52"81) Ranomi Kromowidjojo (53"86)          | 3'23"48 |                  |
| 7         | 1      | Giappone    | Katsumi Nakamura (48"49) Katsuhiro Matsumoto (47"99) Rika Omoto (54"36) Aya Sato (53"83)           | 3'24"67 | Record asiatico  |
| 8         | 2      | Italia      | Manuel Frigo (48"80) Alessandro Miressi (48"27) Ilaria Bianchi (54"81) Federica Pellegrini (53"70) | 3'25"58 |                  |